# U-140 (1940)
U-140 — малая немецкая подводная лодка типа II-D для прибрежных вод, времён Второй мировой войны. Заводской номер 269.
Введена в строй 7 августа 1940 года. Входила в 1-ю флотилию, с 1 января 1941 года находилась в 22-й флотилии в качестве фронтовой и учебной лодки, 1 апреля 1945 года была передана 31-й флотилии. Совершила 3 боевых похода, потопила 3 судна (12 410 брт) и повредила одно (206 брт). 2 мая 1945 года затоплена экипажем в порту города Вильгельмсхафен.